# (150642) 2001 CZ31
(150642) 2001 CZ31, também escrito como (150642) 2001 CZ31, é um objeto transnetuniano que está localizado no cinturão de Kuiper, uma região do Sistema Solar. Ele é classificado como um cubewano. O mesmo possui uma magnitude absoluta de 5,8 e tem um diâmetro com cerca de 304 km O astrônomo Mike Brown lista este corpo celeste em sua página na internet como um candidato a possível planeta anão.

## Descoberta
(150642) 2001 CZ31 foi descoberto no dia 3 de fevereiro de 2001 por Christian Veillet.

## Órbita
A órbita de (150642) 2001 CZ31 tem uma excentricidade de 0,125, possui um semieixo maior de 45,526 UA e um período orbital de cerca de 303 anos. O seu periélio leva o mesmo a uma distância de 39,819 UA em relação ao Sol e seu afélio a 51,233 UA.